# Carla Signoris
Carla Signoris (Genova, 10 ottobre 1960) è un'attrice, comica e conduttrice televisiva italiana.
Componente del gruppo comico Broncoviz, ha vinto due Nastri d'argento: nel 2012 come miglior attrice di cortometraggio per Countdown, e nel 2017 come migliore attrice non protagonista per Lasciati andare.

## Biografia

Carla Signoris in uno sketch nella trasmissione Avanzi (1993)

Carla Signoris nei Broncoviz, con il marito Maurizio Crozza e Mauro Pirovano, in Avanzi

Dopo gli studi liceali presso il liceo scientifico "Martin Luther King" di Genova, alla fine degli anni settanta, con una passione per la scenografia si iscrive alla facoltà di Architettura e, contemporaneamente, alla scuola di recitazione del Teatro Stabile di Genova, dove ottiene, dopo alcuni anni, il diploma. Fa il suo esordio in teatro nel 1980, ne La bocca del lupo, con Lina Volonghi per la regia di Marco Sciaccaluga. Oltre alle altre produzioni del Teatro Stabile di Genova partecipa a L'orologio americano di Arthur Miller, con la regia di Elio Petri. Negli anni successivi, pur comparendo molto in televisione e sul grande schermo, non abbandona l'attività teatrale, che rimane la sua grande passione: tutti gli spettacoli a cui ha partecipato, a partire dal 1983, sono stati diretti dall'amico Giorgio Gallione, ad eccezione di Cinecittà, del 1984, per la regia di Antonio Calenda.
Fa il suo esordio in televisione nel 1992 nel programma Avanzi, con la compagnia dei Broncoviz, gruppo cabarettistico genovese al quale appartenevano anche Maurizio Crozza, Ugo Dighero, Marcello Cesena e Mauro Pirovano. Dopo altri due anni di partecipazione al programma e prima dello scioglimento del gruppo, avvenuto nel 1996, collabora con Serena Dandini e Corrado Guzzanti nella trasmissione Tunnel, prima di una lunga pausa televisiva terminata solo nel 2002, anno nel quale ritorna alla Rai in compagnia di Gene Gnocchi a Quelli che il calcio e La grande notte. Nel 2003 e nel 2016 presta la voce al personaggio di Dory nelle versioni italiane dei due lungometraggi Pixar Alla ricerca di Nemo e Alla ricerca di Dory.
Oltre alla conduzione del programma Colorado Cafè in compagnia di Rossella Brescia, nel 2005, ha collaborato con il marito nella realizzazione del programma satirico Crozza Italia. Nel 2008 e nel 2010 prende parte alle due stagioni della serie TV Tutti pazzi per amore. Sul mensile Velvet de La Repubblica ha firmato, dal 2006 al 2010, una rubrica dal titolo Ho sposato un deficiente (da cui ha tratto un libro, pubblicato nel 2008); da aprile 2010, sullo stesso giornale, firma la rubrica Push-up. Nel 2015 viene candidata al Nastro d'argento alla migliore attrice non protagonista per Le leggi del desiderio.
Nel 2023 è protagonista di alcuni spot di regione Liguria volti a sensibilizzare i cittadini sulla prevenzione, i corretti stili di vita oltre ad informare sui servizi offerti dal sistema sanitario.

## Vita privata
Dal 1991 è sposata con il comico Maurizio Crozza, da cui ha avuto due figli, Giovanni e Pietro. I due sono apparsi nell'edizione 2010 di Crozza Alive in diversi sketch e ne La TV delle ragazze - Gli Stati Generali 1988-2018 del 2018. Giovanni è poi diventato attore recitando in diverse serie TV come Masantonio - Sezione scomparsi, Fedeltà, Il grande gioco e Mameli - Il ragazzo che sognò l'Italia.

## Filmografia

### Cinema
- Peggio di così si muore, regia di Marcello Cesena (1995)
- La bruttina stagionata, regia di Anna Di Francisca (1996)
- Tutti gli uomini del deficiente, regia di Paolo Costella (1999)
- Quore, regia di Federica Pontremoli (2002)
- A cavallo della tigre, regia di Carlo Mazzacurati (2002)
- Tutto brilla, regia di Massimo Cappelli - corto (2005)
- Il giorno + bello, regia di Massimo Cappelli (2006)
- Giorni e nuvole, regia di Silvio Soldini (2007)
- Ex, regia di Fausto Brizzi (2009)
- Happy Family, regia di Gabriele Salvatores (2010)
- Maschi contro femmine, regia di Fausto Brizzi (2010)
- Femmine contro maschi, regia di Fausto Brizzi (2011)
- Un Natale con i fiocchi, regia di Giambattista Avellino (2012)
- Allacciate le cinture, regia di Ferzan Özpetek (2014)
- Castigo divino, regia di Max Croci - corto (2014)
- Leone nel basilico, regia di Leone Pompucci (2014)
- Le leggi del desiderio, regia di Silvio Muccino (2015)
- Mister Felicità, regia di Alessandro Siani (2017)
- Lasciati andare, regia di Francesco Amato (2017)
- L'agenzia dei bugiardi, regia di Volfango De Biasi (2019)
- Ma cosa ci dice il cervello, regia di Riccardo Milani (2019)
- La vacanza, regia di Enrico Iannaccone (2019)
- The Land of Dreams, regia di Nicola Abbatangelo (2022)
- Billy, regia di Emilia Mazzacurati (2023)
- Il più bel secolo della mia vita, regia di Alessandro Bardani (2023)
- Holy shoes, regia di Luigi Di Capua (2023)
- Diamanti, regia di Ferzan Özpetek (2024)

### Televisione
- Lulù, regia di Sandro Bolchi – miniserie TV, 1 puntata (1986)
- Pertini: un uomo coraggioso, regia di Franco Rossi – film TV (1992)
- Nei secoli dei secoli, regia di Marcello Cesena – film TV (1996)
- Mamma per caso, regia di Sergio Martino – miniserie TV (1997)
- Cornetti al miele, regia di Sergio Martino – film TV (1999)
- Nebbia in Valpadana – serie TV, 1 episodio (2000)
- Camera Café – sitcom, 83 episodi (2004-2005)
- Tutti pazzi per amore – serie TV, 46 episodi (2008-2010)
- Ridatemi mia moglie, regia di Alessandro Genovesi – miniserie TV (2021)
- Monterossi, regia di Roan Johnson – serie TV (2022-2023)
- Studio Battaglia – serie TV (2022-2024)
- Le fate ignoranti – serie TV, 5 episodi (2022)
- No Activity - Niente da segnalare – miniserie TV (2024)
- Fuochi d'artificio – serie TV (2025)

## Teatro
- La bocca del lupo di Remigio Zena, regia di Marco Sciaccaluga (1980)
- L'orologio americano di Arthur Miller, regia di Elio Petri (1980)
- Lupi e pecore di Aleksandr Nikolaevič Ostrovskij, regia di Marco Sciaccaluga (1981)
- E lei per conquistare si sottomette, da Oliver Goldsmith, regia di Marco Sciaccaluga (1983)
- Il matrimonio di Bertolt Brecht, regia di Giorgio Gallione (1983)
- Liolà di Luigi Pirandello, regia di Nino Mangano (1983)
- Gli accidenti di Costantinopoli, da Carlo Goldoni, regia di Giorgio Gallione (1984)
- Cinecittà di Pier Benedetto Bertoli e Antonio Calenda, regia di Antonio Calenda (1984)
- L'incerto palcoscenico, regia di Giorgio Gallione (1985)
- Il malloppo di Joe Orton, regia di Giorgio Gallione (1986)
- No spot di Campo, Mauro Pirovano, Carla Signoris (1987)
- Sgarbi e sgorbi, regia di Giorgio Gallione (1987)
- Angeli e soli, da Italo Calvino, regia di Giorgio Gallione (1988)
- Barbiturico, da Woody Allen, regia di Giorgio Gallione (1990)
- Il bar sotto il mare di Stefano Benni, regia di Giorgio Gallione (1993)
- Amlieto di Stefano Benni, regia di Giorgio Gallione (1996)
- Blues in 16 di Stefano Benni, regia di Giorgio Gallione (2000)
- Il racconto dell'isola sconosciuta di Josè Saramago, regia di Giorgio Gallione (2001)
- Schroeder, Charlie Brown e Lucy, regia di Giorgio Gallione (2002)
- Taglia e cuci di Marjane Satrapi, regia di Giorgio Gallione (2004)
- Mi chiamo Rigoberta Menchù di Rigoberta Menchù Tun, regia di Giorgio Gallione (2004)
- Murad Murad di Suad Amiry, regia di Giorgio Gallione (2009)
- Beatrici di Stefano Benni, regia di Giorgio Gallione (2010)

## Programmi televisivi
- Avanzi (Rai 3, 1992-1994)
- Tunnel (Rai 3, 1994)
- Hollywood Party (Rai 3, 1996)
- La grande notte del lunedì sera (Rai 2, 2002)
- La grande notte (Rai 2, 2003)
- Sformat (Rai 2, 2004)
- Colorado Cafè Live (Italia 1, 2005)
- Crozza Italia (LA7, 2006-2010)
- La TV delle ragazze - Gli Stati Generali 1988-2018 (Rai 3, 2018)
- Grande amore (Rai 3, 2019-2020)

## Doppiaggio
- Dory in Alla ricerca di Nemo, Alla ricerca di Dory e Disney Infinity 3.0 (2015)[3]
- Mrs. Krum in Klaus - I segreti del Natale

## Videoclip
- Vuoto a perdere di Noemi, regia di Fausto Brizzi (2011)
- Feng Shui di Carla Signoris e Giua, regia di Michele Piazza (2019)

## Libri
- Ho sposato un deficiente, Milano, Rizzoli, 2008, ISBN 9788817023801.
- Meglio vedove che male accompagnate, Milano, Rizzoli, 2011, ISBN 978-88-17-03050-2.
- E Penelope si arrabbiò, Milano, Rizzoli, 2014.

## Riconoscimenti
- David di Donatello
  - 2009 – Candidatura alla migliore attrice non protagonista per Ex

- Nastro d'argento
  - 2009 – Candidatura alla migliore attrice non protagonista per Ex
  - 2012 – Migliore attrice di cortometraggio per Countdown
  - 2015 – Candidatura alla migliore attrice non protagonista per Le leggi del desiderio
  - 2017 – Migliore attrice non protagonista per Lasciati andare

- Nastri d'argento - Grandi Serie
  - 2022 – Nastro d'argento speciale per Studio Battaglia[4]
  - 2024 – Candidatura alla migliore attrice non protagonista per Monterossi

- Ciak d'oro
  - 2017 – Candidatura alla migliore attrice non protagonista per Lasciati andare

- Premio Flaiano
  - 2019 – Migliore interpretazione femminile per L'agenzia dei bugiardi e Ma cosa ci dice il cervello